# Карл Гегель
Карл Гегель (Карл фон Гегель, нім. Karl Ritter von Hegel; 7 червня 1813, Нюрнберг — 5 грудня 1901, Ерланген) — німецький історик, син відомого філософа Георга Гегеля. У Ростоці та Ерлангені займав посаду професора історії.

## Життєпис
Народився 7 червня 1813 року в Нюрнберзі. Його батько помер у 1831 році, коли Карлу Гегелю було 18 років. Власна кар'єра Гегеля страждала від слави батька. Його мати Марія Хелена Сусанна фон Тухер (1791—1855) походила з давньої родини знаті Нюрнберга.
У 1837 р. захистив докторську дисертацію в Берліні.
У 1856 році Університет Ерлангена призначив його професором історії. У 1870 році він був проректором цього університету.
З 1862 по 1899 рр. Карлом Гегелем видано 27 томів видання «Хроніки німецьких міст» для Історичної комісії Баварської академії наук і гуманітарних наук у Мюнхені.
У 1900 році він опублікував свої спогади. 
У 1901 році помер у Ерлангені.

## Історичні праці
В «Історії міського устрою в Італії» («Geschichte der Städteverfassung von Italien», Bd 1-2, 1847) автор простежив історію міст на території Італії з часів Римської імперії до XII століття, піддавши критиці теорію походження середньовічного міського ладу з римських установ.
У роботі «Міста і гільдії німецьких народів у Середньовіччя» («Städte und Gilden der germanischen Völker im Mittelalter», Bd 1-2, 1891), що містить великий фактичний матеріал з історії міст Англії, скандинавських країн, Північної Франції, Нідерландів, Німеччини, виступив проти теорії походження міських громад з гільдій.
Із 1862 року керував публікацією «Хронік німецьких міст» (сам підготував до видання хроніки Нюрнберга, Страсбурга, Кельна, Майнца); був членом комісії з видання Monumenta Germaniae Historica.
Його основний твір — «Die Geschichte der Städteverfassung von Italien» (Лейпциг, 1847).
Інші видання автора:
- «Ueber den historischen Werth der älteren Dante-Kommentare» (Лейпциг, 1878),
- «Die Ordnungen der Gerechtigkeit in der Florentinischen Republik»
- «Städte und Gilden der germanischen Völker».